# Arctosa humicola
Arctosa humicola là một loài nhện trong họ Lycosidae.
Loài này thuộc chi Arctosa. Arctosa humicola được Philip Bertkau miêu tả năm 1880.